# 备边司

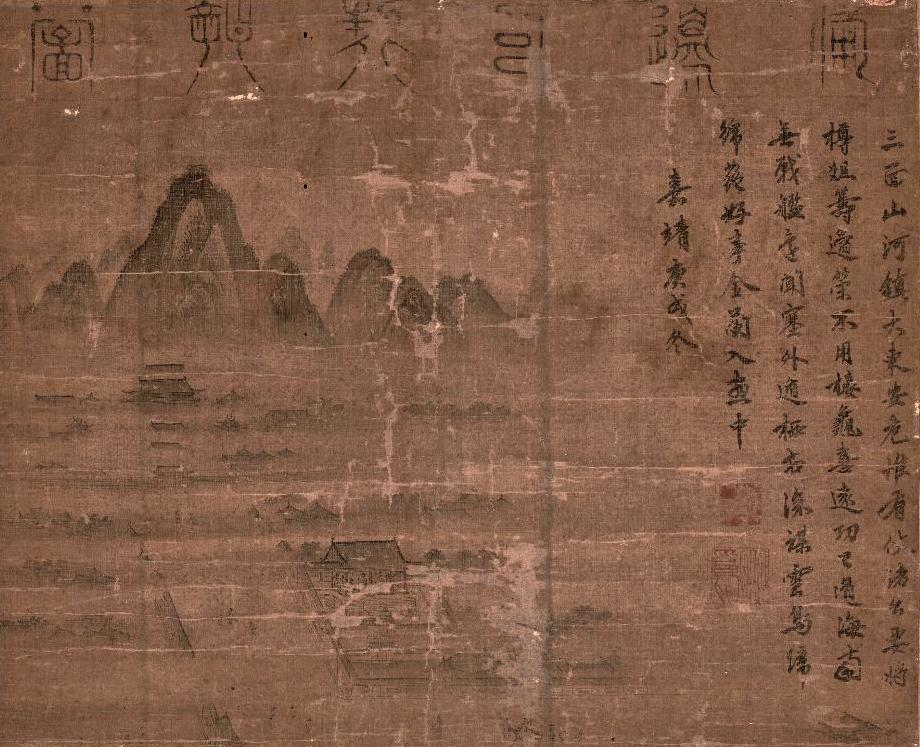

备边司（韓語：비변사）是朝鲜王朝中后期总领中央和地方军务的官厅，是正一品衙门。1510年（中宗5年）因三浦倭乱成立，初期只是边防有事时处理事务的机构。1555年（明宗10年），办公地点移至昌德宫南侧敦化门外，遂成为常设机构。壬辰倭乱后，宣祖扩大备边司职能，并取代最高衙门议政府，成为朝鲜政治的中枢机构，协助国王处理一切军国大事。至1865年高宗父亲兴宣大院君摄政期间才废除，将决策权回归议政府。

## 备边司堂上官
備邊司的最高长官是都提调，由议政府的三名议政（领议政、左议政、右议政）兼任，为正一品。实际管事的长官为提调，为从一品到从二品。提调为17名，由左右赞成、左右参赞、礼曹判书、兵曹判书、刑曹判书、训练大将、御营大将、禁卫大将、摠戎使、守御使、开城留守、江华留守、弘文馆大提学兼任。提调中掌握实权的是“有司堂上”（4名）、“句管堂上”（8名）和“贡廛堂上”（2名）。其中句管堂上负责朝鲜八道的事务（一人一道），贡廛堂上负责对中国朝贡和市场管理。副提调一员（正三品堂上），由一名有司堂上兼任。

## 备边司堂下官
備邊司管理具体事务的机构称为“郎厅”，是从六品衙门。郎厅由4名文官和8名武官组成。武官中的1员由兵曹的武备司郎厅（从六品）兼任，3员从王的侍从中任命。武官如是七品以上官员兼任，15个月任职满后便会升为从六品。